# Altitudine

Exemplificarea diferenței dintre altitudine și înălțime.

Altitudinea este înălțimea unui punct de pe suprafața Pământului în raport cu un nivel de referință, considerat, de obicei, suprafața liniștită a mării, denumită altitudine absolută, sau față de alt punct de referință de pe suprafața terestră, denumită altitudine relativă.
Pe suprafața globului pământesc sunt și zone cu altitudine negativă (zone mai joase decât nivelul oceanului planetar), majoritatea situate în jurul unor lacuri: Marea Moartă, unde altitudinea negativă ajunge la  - 427 m, Marea Caspică, zone întinse din Țările de Jos etc.
Nu trebuie confundată această altitudine cu altitudinea elipsoidală, care este dată de lungimea segmentului din verticala locului în punctul stabilit, cuprins între poziția punctului pe suprafața terestră și proiecția punctului pe elipsoid (modelul folosit pentru aproximarea formei Pământului).
Altitudinea furnizată de GPS, este înălțimea deasupra elipsoidului WGS 84.
Altitudinea relativă se raportează la un nivel de bază local.

## În România
În România, planurile și hărțile topografice sunt redactate luând în considerație nivelul mediu al Mării Negre în portul Constanța. Punctul de maximă altitudine din țară este identic cu înălțimea vârfului montan cel mai înalt al României, Vârful Moldoveanu al Munților Făgăraș din Carpații Meridionali, cu valoarea de 2544 m.
De aceea, de obicei, după valoarea cotei unui punct, se scrie și punctul de referință (în cazul de față Marea Neagră), astfel: 2544 m d.MN și nu doar d.m. care înseamnă "deasupra mării", fără a se specifica și care este aceasta, deci inexact, întrucât nu se cunoaște punctul de referință.

## Vezi și
- Altimetrie
- Cotă (topografie)
- Nivelment
- Reper de nivelment